# Tris Speaker
Tristram E. Speaker (ur. 4 kwietnia 1888, zm. 8 grudnia 1958) – amerykański baseballista, który występował na pozycji środkowozapolowego przez 22 sezony w Major League Baseball.

## Kariera zawodnicza
Speaker profesjonalną karierę rozpoczynał w klubach NAPBL, w Cleburne Railroaders i Houston Buffaloes z Texas League. W wieku 19 lat podpisał kontrakt z występującym w American League zespołem Boston Americans, który rok później zmienił nazwę na Boston Red Sox. W MLB zadebiutował 12 września 1907.
W 1912 zdobył najwięcej w lidze doubles 53 i home runów (10) i ze średnią uderzeń 0,383 (3. wynik w lidze), otrzymał nagrodę Chalmers Award dla najbardziej wartościowego zawodnika sezonu. W tym samym roku zwyciężył w World Series, w których Red Sox pokonali New York Giants w ośmiu meczach (mecz numer 2 został przerwany po 11 inningach przy stanie 6–6 z powodu zapadających ciemności i powtórzony). Trzy lata później Red Sox ponownie zdobyli mistrzostwo pokonując w World Series Philadelphia Phillies w sześciu spotkaniach.
W 1916 po tym jak odmówił podpisania kontraktu z Red Sox, w ramach wymiany zawodników i 15 tysięcy dolarów przeszedł do Cleveland Indians. W sezonie 1916 miał najlepszą w American League średnią uderzeń (0,386), zaś Ty Cobb, który zwyciężał w tej klasyfikacji w latach 1907–1915, osiągnął średnią 0,371 co było drugim wynikiem w lidze. W lipcu 1919 został grającym menadżerem Indians zastępując na tym stanowisku Lee Fohla. W sezonie 1920 w World Series Indians pokonali Brooklyn Robins w siedmiu meczach (grano wówczas do pięciu wygranych spotkań) i zdobyli pierwszy w historii klubu tytuł mistrzowski. 17 maja 1925 w spotkaniu przeciwko Washington Senators zaliczył 3000. uderzenie w karierze jako piąty zawodnik w historii Major League. W 1926 po tym jak Indians zajęli drugie miejsce w lidze za New York Yankees, zrezygnował z funkcji menadżera zespołu, zaś w styczniu 1927 podpisał kontrakt jako wolny agent z Washington Senators. Karierę zakończył w wieku 40 lat w zespole Philadelphia Athletics, w którym występował w sezonie 1928. Jest rekordzistą w Major League pod względem zdobytych double'ów w karierze (792).

## Późniejszy okres
W późniejszym okresie był między innymi menadżerem Newark Bears z International League. W 1937 został wybrany do Galerii Sław Baseballu, a w 1952 do drużyny gwiazd pierwszego półwiecza XX wieku. Zmarł 8 grudnia 1958 na zawał serca w wieku 70 lat.

## Nagrody i wyróżnienia
| Nagroda/wyróżnienie                                                 | Lata             | Źródło             |
| MVP American League                                                 | 1912             | [ 4 ]              |
| 3× zwycięzca w World Series                                         | 1912, 1915, 1920 | [ 5 ] [ 7 ] [ 11 ] |
| Baseball Hall of Fame                                               | od 1937          | [ 15 ]             |
| Rekordzista w MLB pod względem zdobytych double'ów w karierze (792) |                  | [ 14 ]             |

## Statystyki
Sezon zasadniczy
| Sezon              | Klub               | G    | PA    | AB    | R    | H    | 2B  | 3B  | HR  | RBI  | SB  | CS | BB   | SO  | BA    | OBP   | SLG   | OPS   |
| ------------------ | ------------------ | ---- | ----- | ----- | ---- | ---- | --- | --- | --- | ---- | --- | -- | ---- | --- | ----- | ----- | ----- | ----- |
| 1907               | BOS                | 7    | 20    | 19    | 0    | 3    | 0   | 0   | 0   | 1    | 0   | NO | 1    | 4   | 0,158 | 0,200 | 0,158 | 0,258 |
| 1908               | BOS                | 31   | 125   | 116   | 12   | 26   | 2   | 2   | 0   | 9    | 3   | NO | 4    | 8   | 0,224 | 0,262 | 0,276 | 0,538 |
| 1909               | BOS                | 143  | 606   | 544   | 73   | 168  | 26  | 13  | 7   | 77   | 35  | NO | 82   | 38  | 0,309 | 0,362 | 0,443 | 0,805 |
| 1910               | BOS                | 141  | 608   | 538   | 92   | 183  | 20  | 14  | 7   | 65   | 35  | NO | 52   | 38  | 0,340 | 0,404 | 0,468 | 0,873 |
| 1911               | BOS                | 141  | 589   | 500   | 88   | 167  | 34  | 13  | 8   | 70   | 25  | NO | 59   | 35  | 0,334 | 0,418 | 0,502 | 0,920 |
| 1912               | BOS                | 153  | 675   | 580   | 136  | 222  | 53  | 12  | 10  | 90   | 52  | 28 | 82   | 48  | 0,383 | 0,464 | 0,567 | 1,031 |
| 1913               | BOS                | 141  | 608   | 520   | 94   | 189  | 35  | 22  | 3   | 71   | 46  | NO | 65   | 22  | 0,363 | 0,441 | 0,553 | 0,974 |
| 1914               | BOS                | 158  | 668   | 571   | 101  | 193  | 46  | 18  | 4   | 90   | 42  | 29 | 77   | 25  | 0,338 | 0,423 | 0,503 | 0,926 |
| 1915               | BOS                | 150  | 652   | 547   | 108  | 176  | 25  | 12  | 0   | 69   | 29  | 25 | 81   | 14  | 0,322 | 0,416 | 0,411 | 0,827 |
| 1916               | CLE                | 151  | 646   | 546   | 102  | 211  | 41  | 8   | 2   | 79   | 35  | 27 | 82   | 20  | 0,386 | 0,470 | 0,502 | 0,972 |
| 1917               | CLE                | 142  | 614   | 523   | 90   | 184  | 42  | 11  | 2   | 60   | 30  | NO | 67   | 14  | 0,352 | 0,432 | 0,486 | 0,918 |
| 1918               | CLE                | 127  | 553   | 471   | 73   | 150  | 33  | 11  | 0   | 61   | 27  | NO | 64   | 9   | 0,318 | 0,403 | 0,435 | 0,839 |
| 1919               | CLE                | 134  | 591   | 494   | 83   | 146  | 38  | 12  | 2   | 63   | 19  | NO | 73   | 12  | 0,296 | 0,395 | 0,433 | 0,828 |
| 1920               | CLE                | 150  | 674   | 552   | 137  | 214  | 50  | 11  | 8   | 107  | 10  | 13 | 97   | 13  | 0,388 | 0,483 | 0,562 | 1,045 |
| 1921               | CLE                | 132  | 588   | 507   | 107  | 183  | 52  | 14  | 3   | 75   | 2   | 4  | 68   | 12  | 0,362 | 0,439 | 0,538 | 0,977 |
| 1922               | CLE                | 131  | 518   | 426   | 85   | 161  | 48  | 8   | 11  | 71   | 8   | 3  | 77   | 11  | 0,378 | 0,474 | 0,606 | 1,080 |
| 1923               | CLE                | 150  | 695   | 574   | 133  | 218  | 59  | 11  | 17  | 130  | 8   | 9  | 93   | 15  | 0,380 | 0,469 | 0,610 | 1,079 |
| 1924               | CLE                | 135  | 575   | 486   | 94   | 167  | 36  | 9   | 9   | 65   | 5   | 7  | 72   | 13  | 0,344 | 0,432 | 0,510 | 0,943 |
| 1925               | CLE                | 117  | 518   | 429   | 79   | 167  | 35  | 5   | 12  | 87   | 5   | 2  | 70   | 12  | 0,389 | 0,479 | 0,578 | 1,057 |
| 1926               | CLE                | 150  | 661   | 539   | 96   | 164  | 52  | 8   | 7   | 86   | 6   | 1  | 94   | 15  | 0,304 | 0,408 | 0,469 | 0,877 |
| 1927               | WSH                | 141  | 596   | 523   | 71   | 171  | 43  | 6   | 2   | 73   | 9   | 8  | 55   | 8   | 0,327 | 0,395 | 0,444 | 0,839 |
| 1928               | PHI                | 64   | 212   | 191   | 28   | 51   | 22  | 2   | 3   | 30   | 5   | 1  | 10   | 5   | 0,267 | 0,310 | 0,450 | 0,761 |
| Łącznie w karierze | Łącznie w karierze | 2789 | 11992 | 10195 | 1882 | 3514 | 792 | 222 | 117 | 1529 | 436 | NO | 1381 | 395 | 0,345 | 0,428 | 0,500 | 0,928 |

Postseason
| Sezon              | Klub               | S                  | P                  | Wynik              | G  | PA | AB | R  | H  | 2B | 3B | HR | RBI | SB | CS | BB | SO | BA    | OBP   | SLG   | OPS   |
| ------------------ | ------------------ | ------------------ | ------------------ | ------------------ | -- | -- | -- | -- | -- | -- | -- | -- | --- | -- | -- | -- | -- | ----- | ----- | ----- | ----- |
| 1912               | BOS                | WS                 | NYG                | Wyg.               | 8  | 34 | 30 | 4  | 9  | 1  | 2  | 0  | 2   | 1  | 1  | 4  | 2  | 0,300 | 0,382 | 0,467 | 0,849 |
| 1915               | BOS                | WS                 | PHI                | Wyg.               | 5  | 21 | 17 | 2  | 5  | 0  | 1  | 0  | 0   | 0  | 3  | 4  | 1  | 0,294 | 0,429 | 0,412 | 0,840 |
| 1920               | CLE                | WS                 | BRO                | Wyg.               | 7  | 28 | 25 | 6  | 8  | 2  | 1  | 0  | 1   | 0  | 0  | 3  | 1  | 0,320 | 0,393 | 0,480 | 0,873 |
| Łącznie w karierze | Łącznie w karierze | Łącznie w karierze | Łącznie w karierze | Łącznie w karierze | 20 | 83 | 72 | 12 | 22 | 3  | 4  | 0  | 3   | 1  | 4  | 11 | 4  | 0,306 | 0,393 | 0,480 | 0,856 |